# Basil Harrington Soulsby
Pour les articles homonymes, voir Soulsby.
Basil Harrington Soulsby (1864–1933) est un historien de la cartographie anglais, bibliothécaire au British Museum (Londres) de 1921 à 1930. Il fut aussi secrétaire de la Hakluyt Society.
Son catalogue des œuvres de Linné, qui parut quelques mois après son décès, reste une référence fondamentale. Bien plus qu'une seconde édition (revised and enlarged second edition) du catalogue de Woodward et Wilson, qui ne compte que quelque 580 entrées, c'est une liste exhaustive de près de 4 000 références, publications de Linné, thèses rédigées sous sa direction, ouvrages dérivés de ses œuvres et ouvrages le concernant. Ce catalogue est la référence de base du Linnaeus Link Union Catalogue, destiné à répertorier les exemplaires des œuvres de Linné et de ses étudiants.

## Œuvres
Outre de nombreuses notices du Dictionary of National Biography et diverses traductions, Soulsby est l'auteur de plusieurs ouvrages et articles :
- Catalogue of English Official Military Works, London, NHM, 1894.
- A catalogue of the works of Linnaeus (and publications more immediately relating thereto) preserved in the Libraries of the British Museum (Bloomsbury) and the British Museum (Natural History) (South Kensington), London, 2nd ed., 1933, 246 p. ; Addenda et corrigenda, 68 p[4].
- « The First Map Containing the Name America », dans : The Geographical Journal, 1902, No. II, p. 201 & seq.
- Bibliographie. Dans The journal of John Jourdain, 1608-1617, describing his experiences in Arabia, India, and the Malay archipelago, London, Hakluyt Society, 1902.
- Place-numbers of the societies and other corporate bodies issuing serial publications, and of the independent periodical publications, with alphabetical indexes, London, 1930.